# Flokatiteppich

Ein weißer Flokatiteppich

Der Flokatiteppich (neugriechisch φλοκάτη [flɔˈkati] „wollene Decke, dicker Hirtenmantel“, von φλοκάτος, phlokátos „büschelig, flusig“, seinerseits von φλόκι, phlóki „Wollbüschel, Fluse“, entlehnt aus veraltetem (obsoletem) italienisch *flocco oder aromunisch floc < Latein floccus) ist ein Einrichtungsgegenstand aus Wolle.

## Geschichte
Flokatiteppiche tauchten erstmals im 5. Jahrhundert im Pindos-Gebirge auf, wo sie als Teppich und als Tagesdecke auf Betten Verwendung finden, sie verbreiteten sich später in ganz Griechenland. Die Eigenschaft eines Flokati, sehr wohnlich und einladend zu sein, jedoch keinerlei repräsentative Funktion zu haben, traf den Zeitgeist der späten 1960er Jahre und wurde weltweit zum Gegenstand verschiedener Trends und später Retrowellen. In den 1970ern fand dieser Einzug in designorientierte Kreise, später gab es in Deutschland auch billige Versionen aus Kunstfaser, die in Möbelhäusern vertrieben wurden.
Als Funktionsgegenstand gegen Kälte waren farbige Flokatiteppiche einstmals selten, treten heute jedoch häufiger auf, um farblich besser zu Innenraumgestaltungen zu passen.

## Fertigung
Ein originaler Flokati wird in Griechenland in einem mehrstufigen Verfahren hergestellt. Zunächst wird auf einem Handwebstuhl eine Kette aus einem versponnenen, langstapeligen Schurwollgarn aufgezogen. Als Schuss dient meist ein Gemisch aus Schurwoll- und Kunststoffgarn, welches dem Teppich eine besondere Haltbarkeit verleiht: Diese Schussfäden bilden später den Rücken des Flokati und die Beimischung von Kunstfasern macht diesen formstabil.
Damit nun nicht nur ein glattes, leinwandbindiges Gewebe entsteht, wird zwischen jeweils zwei Kettfäden ein Vierkant aus Stahl gelegt (Umfang = spätere Florhöhe), bevor dann Schussfäden gesetzt werden. Würde jetzt der Vierkant entfernt werden, wäre eine Schlinge und kein Flor entstanden. Daher wird das um den Vierkant gewickelte Kettgarn mit der Hand aufgeschnitten, wodurch der eigentliche Flor entsteht. Der gesamte Vorgang wird wiederholt, es entsteht Zentimeter für Zentimeter das Flokatigewebe. Noch ist der Flor auf diesem Gewebe eine Reihe von langen Wollfäden, seine wuschelige, für den Flokati so typische Struktur erhält der Teppich erst in einem späteren Schritt des Herstellungsprozesses.
Je dichter die Reihen bei diesem Webvorgang gesetzt werden, umso schwerer, dichter und hochwertiger wird der Flokati.
Wenn der Flokati vom Webstuhl kommt, ähnelt er eher einem Shaggy oder Spaghettiteppich. Erst der spezielle Verfilzungs- und Schrumpfungsprozess sorgt für die so charakteristische flauschige Oberfläche und das feste Trägergewebe. Dieses „Wasserreibung“ genannte Verfahren wird meist in den Bergen im Norden von Griechenland durchgeführt. Dabei wird das Wasser der Gebirgsbäche gezielt in runde Bottiche geleitet, in denen so ein starker Strudel entsteht. In diesen Strudel werden die halbfertigen Teppiche gegeben und stundenlang durch die Reibung purer Wasserkraft gefilzt und geschrumpft. Das vorher lockere Gewebe wird fest, die Florfäden öffnen sich und aus den gezwirnten Fäden entsteht die wuschelig schaffellartige Oberfläche. Der so entstandene Teppich ist sehr strapazierfähig und fest.
Nach einer Trocknungsphase, die an der sonnigen griechischen Luft meist nicht sehr lange dauert, werden die fertigen Flokatis geprüft und in alle Welt ausgeliefert.
Der original griechische Flokati aus dieser traditionellen, seit Jahrhunderten bewährten Herstellungsweise ist ein natürliches und schadstoffarmes Produkt.

## Bekleidung

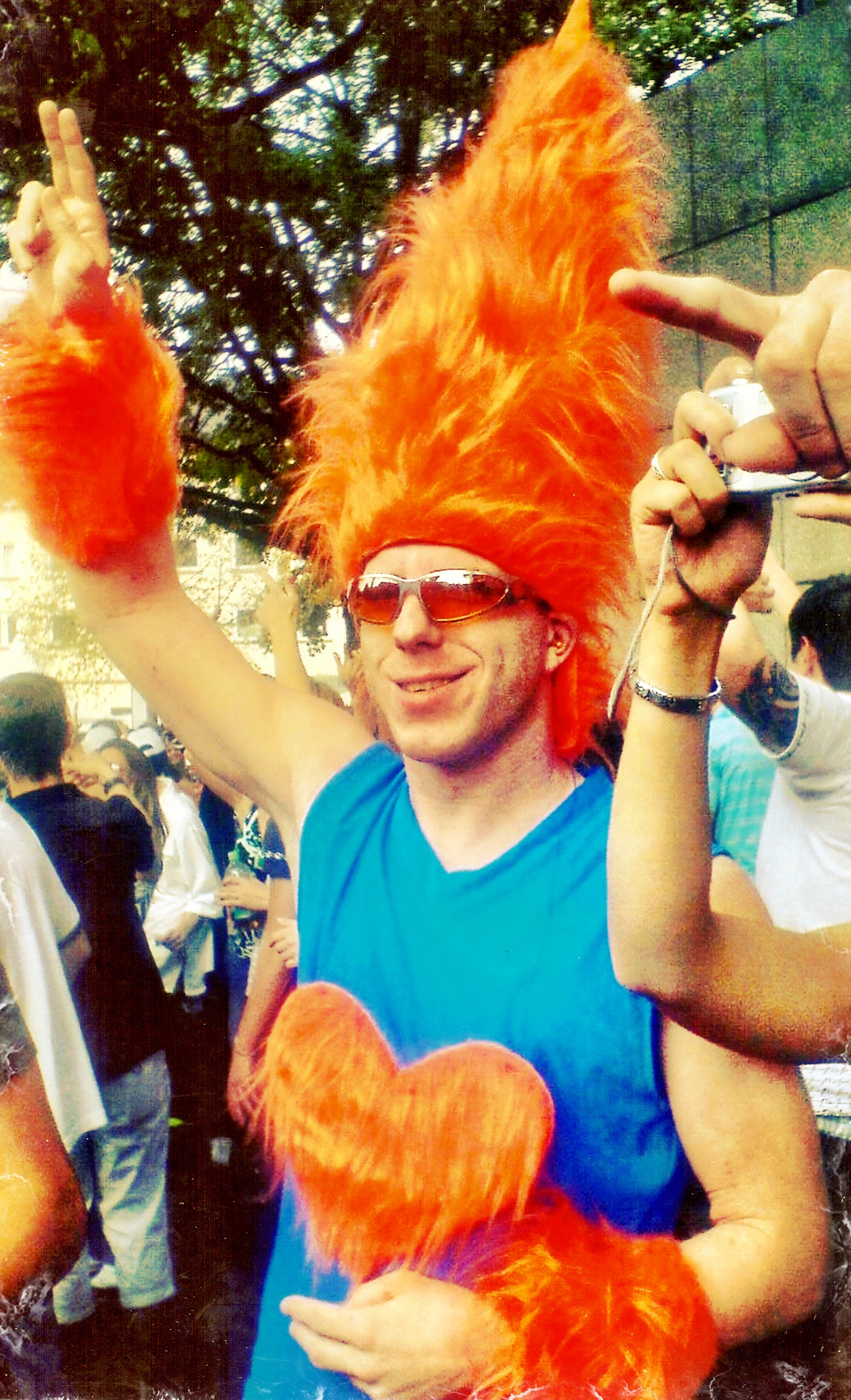
Raver mit Kostüm aus Flokati

Der Flokati fand einstmals nicht nur als Teppich, sondern z. B. auch als Tagesdecke Verwendung. In der Raverszene kamen in den 1990er Jahren pelzartige Kleidungsstücke wie Jacken, „Fluffy Boots“ genannte Stiefel sowie Taschen aus Flokati in Mode, die meistens in grellen Neonfarben gehalten waren.